# 부당한 영향력 행사
부당한 영향력 행사란 영향력에 쉽게 노출되는 유언자에 대해 영향력을 행사할 기회가 있는 타인이 유언자에 대해 영향을 행사하는 것을 말한다. 유언자와 매우 긴밀한 신뢰관계에 있는 자가 유언장 작성에 깊숙히 참여하였고 유언장 내용이 이상한 경우 부당한 영향력의 행사를 추정한다. 

## 참고 문헌
- 임채웅 역, 미국신탁법 : 유언과 신탁에 대한 새로운 이해, 박영사, 2011 ISBN 978-89-6454-628-4